# 环球法律评论
《环球法律评论》由中国社会科学院法学研究所主办、《环球法律评论》编辑部编辑、法学研究杂志社出版的双月期刊，创办于1979年。主要翻译介绍外国最新的重要立法、最新法学理论和相关文献。

## 简介
原名《法学译丛》，1993年更名《外国法译评》，2000年定名为《环球法律评论》。
本刊长期直接译介外国各国法律，为中国的立法、司法、法学教育和研究提供了大量可供借鉴的外国法文献。2000年后由译评外国法深为比较研究各国法，其宗旨是“比较研究中国法与外国法以及各国法之间的利弊得失，优劣高下，以便同仁悟取舍之正道，得法意之真髓。”
主要栏目有主题研讨、理论前沿、学术争鸣、介绍与评论、立法研究、司法研究、书评、案例评析、外国立法选译。
现任主编为李洪雷。